# Strigi
Strigi es un avanzado demonio de búsqueda de escritorio, creado inicialmente por Jos van den Oever. Entre sus metas, figuran la portabilidad, la flexibilidad y el bajo peso. Pruebas de rendimiento han mostrado que Strigi es más rápido y utiliza menos memoria que otros clientes, pero carece de muchas características presentes en otros sistemas de búsqueda. Sin embargo, como la mayoría de estos sistemas, Strigi puede extraer información del interior de los archivos, como la extensión de un clip de audio, los contenidos de un documento o la resolución de una imagen. Strigi utiliza su propio sistema Jstream, que le posibilita indexar los archivos en profundidad.

## Características
- Hash SHA-1 de cada archivo indexado para encontrar duplicados fácilmente.
- Strigi puede indexar el contenido de archivos PDF, MP3, texto plano, archivos comprimidos, paquetes de Debian y RPM, y archivos bajo especificación OpenDocument: textos (odf), hojas de cálculo (ods) y presentaciones (odp).
- Poco uso de memoria.
- Compatible con el lenguaje de búsqueda Xesam.
- Ha sido portado con éxito a Linux, Solaris, Mac OS X y Windows.
- La interfaz administrativa (backend) admite el uso de complementos (actualmente clucene e hyperestraier). SQLite y xapian están siendo desarrollados.
- Detecta automáticamente los cambios en el sistema de archivos (característica experimental).

## Soporte de sistemas operativos
KDE 4 requeriere Strigi como el componente central de las nuevas tecnologías de escritorio semántico. KDE posee un cliente y una interfaz KIO para realizar búsquedas.
Strigi y NEPOMUK están trabajando juntos para ayudar a crear un escritorio semántico para KDE. NEPOMUK permite al usuario agregar metadatos, mientras que Strigi mantiene un índice para realizar búsquedas más precisas. Los desarrolladores están considerando además añadir soporte para Sonnet para permitir a los usuarios buscar documentos escritos en un idioma específico.
GNOME posee un applet para Gnome Deskbar para buscar en archivos usando Strigi.